# Drenovac Radučki
Drenovac Radučki je naselje u Republici Hrvatskoj, u sastavu Grada Gospića, Ličko-senjska županija. 

## Stanovništvo
Prema popisu stanovništva iz 2001. godine, naselje je imalo 1 stanovnika te 1 obiteljskih kućanstava.

Prema popisu stanovništva 2011. godine naselje nema stanovnika.
| broj stanovnika | 338   | 337   | 277   | 344   | 428   | 435   | 446   | 437   | 381   | 355   | 283   | 263   | 179   | 126   | 1     |       |       |
|                 | 1857. | 1869. | 1880. | 1890. | 1900. | 1910. | 1921. | 1931. | 1948. | 1953. | 1961. | 1971. | 1981. | 1991. | 2001. | 2011. | 2021. |